# Ama Pipi
Amarachi Uchenna Pipi, detta Ama (Londra, 26 novembre 1995), è una velocista britannica, medaglia d'argento nella staffetta 4×400 metri ai campionati europei indoor di Toruń 2021.

## Palmarès
| Anno                                  | Manifestazione          | Sede       | Evento        | Risultato  | Prestazione | Note                                     |
| ------------------------------------- | ----------------------- | ---------- | ------------- | ---------- | ----------- | ---------------------------------------- |
| In rappresentanza della Gran Bretagna |                         |            |               |            |             |                                          |
| 2014                                  | Mondiali U20            | Eugene     | 4×100 m       | Batteria   | dnf         |                                          |
| 2017                                  | Europei U23             | Bydgoszcz  | 200 m piani   | 5ª         | 23"41       |                                          |
| 2017                                  | Europei U23             | Bydgoszcz  | 4×100 m       | Batteria   | dnf         |                                          |
| 2021                                  | Europei indoor          | Toruń      | 400 m piani   | Semifinale | 52"54       | Miglior prestazione personale stagionale |
| 2021                                  | Europei indoor          | Toruń      | 4×400 m       | Argento    | 3'28"20     |                                          |
| 2021                                  | World Relays            | Chorzów    | 4×400 m       | Bronzo     | 3'29"27     |                                          |
| 2021                                  | Giochi olimpici         | Tokyo      | 400 m piani   | Semifinale | 51"59       |                                          |
| 2021                                  | Giochi olimpici         | Tokyo      | 4×400 m       | 5ª         | 3'22"59     |                                          |
| 2022                                  | Mondiali indoor         | Belgrado   | 400 m piani   | Semifinale | 52"95       |                                          |
| 2022                                  | Mondiali indoor         | Belgrado   | 4×400 m       | 5ª         | 3'29"82     | Miglior prestazione personale stagionale |
| 2022                                  | Mondiali                | Eugene     | 400 m piani   | Semifinale | 52"28       |                                          |
| 2022                                  | Mondiali                | Eugene     | 4×400 m       | Bronzo     | 3'22"64     | [ 1 ]                                    |
| 2022                                  | Europei                 | Monaco     | 4×400 m       | Bronzo     | 3'21"74     | Miglior prestazione personale stagionale |
| 2023                                  | Mondiali                | Budapest   | 400 m piani   | Semifinale | 51"17       |                                          |
| 2023                                  | Mondiali                | Budapest   | 4×400 m       | Bronzo     | 3'21"04     | Miglior prestazione personale stagionale |
| 2024                                  | Mondiali indoor         | Glasgow    | 4×400 m       | Bronzo     | 3'26"36     |                                          |
| 2024                                  | World Relays            | Nassau     | 4×400 m mista | Batteria   | 3'13"52     |                                          |
| 2025                                  | Europei indoor          | Apeldoorn  | 400 m piani   | Semifinale | 52"29       |                                          |
| In rappresentanza dell' Inghilterra   |                         |            |               |            |             |                                          |
| 2022                                  | Giochi del Commonwealth | Birmingham | 400 m piani   | 4ª         | 51"36       |                                          |
| 2022                                  | Giochi del Commonwealth | Birmingham | 4×400 m       | dq         | dq          |                                          |